# اوری کنراد
اوری کنراد (زاده ۳۱ دسامبر ۱۹۹۴)، یک هنرپیشه مشهور اهل بریتیش کلمبیا، کانادا است. نقش برجسته او سارا مایرز در مجموعه تلویزیونی علمی تخیلی ترسناک ام‌جی‌ام+ از جانب (۲۰۲۲ تا کنون) است.

## اوایل زندگی
کنراد که در ونکوور به دنیا آمد، بازیگری را در سنین جوانی آغاز کرد، او تحت آموزش فشرده در مدرسه فیلم ونکوور و اجرای اولین مونولوگ خود بود.

## حرفه
کنراد به سرعت در حال تبدیل شدن به یک هنرمند حرفه‌ای در صنعت سرگرمی است. کنراد علاوه بر فعالیت در سینما و تلویزیون، یک رقصنده ماهر است و در طول دوران حرفه‌ای رقص خود در موزیک ویدیوها و اجراهای مختلف نیز کار کرده است. دوستان دوران کودکی او Legacy Dance Productions را در زادگاهش افتتاح کردند و شروع به آموزش رقص به کودکان کردند. این امروز برای او به یک اشتیاق بزرگ تبدیل شده است و او دوست دارد نسل بعدی را در صحنه و خارج از صحنه راهنمایی کند، رشد آنها را از طریق رقص شکل دهد و به آنها کمک کند تا به اهدافشان برسند.
او با همکارش کلوئی ون لندشوت از سریال تلویزیونی از جانب و فیلم کوتاه Tidal دوست صمیمی است، کنراد در مصاحبه‌ای از همبازی بودن با او ابراز علاقه کرد.

## زندگی شخصی
کنراد در حال حاضر در ونکوور ساکن است.